# Berlin Township (Mahoning County, Ohio)
Berlin Township ist eine Township im Mahoning County im US-Bundesstaat Ohio, etwa 65 Kilometer südöstlich von Cleveland. Die Gegend wurde um 1810 erstmals besiedelt und 1828 wurde der Ort unter dem Namen "Eldridge" gegründet. 1832 erfolgte die Umbenennung in "Berlin Township".
Die Wirtschaft des Ortes ist dominiert von der Wasserwirtschaft, die durch die vielen Flüsse und Seen der Region möglich ist. Nahe dem Ort liegt der Lake Berlin, der ein beliebtes Ausflugsziel ist.